# Gia tộc Asakura
Gia tộc Asakura (tiếng Nhật: 朝倉氏 Asakura-shi, Triều Thương thị) là hậu duệ của Hoàng từ Kusakabe (662-689), con trai của Nhật hoàng Temmu (631-686).
Gia tộc này thuộc dòng dõi daimyō, cùng với gia tộc Azai, chống lại Oda Nobunaga vào cuối thế kỷ 16. Họ bị Nobunaga đánh bại trong trận Anegawa năm 1570, và toàn gia tộc bị hủy diệt khi lâu đài Ichijōdani thất thủ ba năm sau đó.

## Những người đáng chú ý
- Asakura Toshikage (1428-1481)
- Asakura Norikage (1474-1552)
- Asakura Takakage (1493-1546)
- Asakura Yoshikage (1533-1573)
- Asakura Kagetake (mất 1575)